# Бой у Гибралтара (1799)
Сражение 19 января 1799 года (англ. Action of 19 January 1799) или Бой у Гибралтара — морское сражение периода французских революционных войн, которое произошло в водах Гибралтарского пролива, возле Пунта-Европа. Испанская эскадра из 14 канонерских лодок, с мистико в качестве флагмана, под командованием Франсиско де ла Руа, напала на британский торговый конвой, который сопровождали несколько военных кораблей Королевских флота, и среди них 74-пушечный линейный корабль. Британские военные корабли не смогли защитить конвой, потеряв при этом две канонерские лодки —- одна канонерская лодка затонула, другую захватили испанцы. Конвой также лишился торгового корабля и двух бригов. 

## Предыстория
После того, как в военно-морском флоте Испании поняли насколько могут быть полезны канонерские лодки в морской войне, они создали для них базу в Альхесирасе. Развертывание канонерок преследовало две цели: во-первых помешать британской морской торговле с Гибралтаром и, во-вторых, защитить собственную коммерцию Испании.
Во время Большой осады Гибралтара адмирал Антонио Барсело командовал военно-морскими силами, ответственными за блокаду залива, которые включали флотилию из нескольких шебек и канонерских лодок. Одним из его преемников был Франсиско Антонио Морелль де ла Руа, который был назначен командовать канонерскими лодками в Альхесирас в 1797 году и принял участие более чем в 40 операциях против англичан.

## Сражение — Испанские источники
В 2 часа дня 19 января 1799 года британский торговый конвой, состоящий из четырёх кораблей и трех бригов отплыл из Гибралтара в сопровождении 74-пушечного линейного корабля и 18-пушечного брига Королевского флота. Когда они вышли из Гибралтара, их также сопровождали три канонерские лодки, чтобы защитить конвой от испанских канонерских лодок, базирующихся в Альхесирасе. Через час показались четырнадцать испанских канонерок и мистико (небольшое парусное судно типа фелуки) под командованием лейтенанта Франсиско Антонио Морелля де ла Руа, которые прибыли чтобы перехватить конвой. Они выстроились в линию, в то время как ещё четыре канонерки остались в резерве, а две были отправлены к Пунта-Европа, чтобы напасть на конвой с тыла.
После нескольких часов преследования, в 7:30 вечера, Морелль де ла Руа смог отрезать корабль и два брига от остальной части конвоя. Три британских канонерских лодки сразу пришли к ним на помощь. Одна из британских канонерок затонула, а остальные попали в плен вместе с торговыми судами. И хотя огонь британских береговых батарей на Пунта-Европа и неожиданная вылазка семи канонерских лодок из Гибралтара помогли одному из призов сбежать, но испанцы смогли отбить контратаку.

## Сражение — Британский источник
Во второй половине дня 19 января 1799 года, HMS Strombolo, канонерская лодка вооруженная одной пушкой под командованием лейтенанта Уильяма Дэвиса, была отправлена, чтобы покрыть отплытие торгового конвоя. Она отбуксировала Transport 55 за мол Гибралтара, а затем вернулась, чтобы помочь другому судну. Её деятельность привлекла внимание испанцев, которые выслали флотилию канонерских лодок и катеров. Strombolo бросила буксируемое судно и попыталась перехватить испанцев. Восемь испанских лодок окружили её, и в перестрелке испанское ядро попало Strombolo в носовую часть левого борта. Судно стало быстро заполняться водой, и экипаж был вынужден его покинуть. Испанцы вытащили их из воды.
Второй британской канонерской лодкой, потерянной в тот день, был HMS Wilkin, под командованием лейтенанта Генри Пауэра. Она буксировала Esther подальше за мол, когда подошли испанские канонерки. Она тоже двинулась им навстречу и тоже оказалась в окружении восьми канонерских лодок и катеров. Её длинноствольное орудие вышло из строя, поэтому экипаж был вынужден использовать для защиты стрелковое оружие. В коротком бою Wilkin потеряла главную стеньгу и бизань. Когда несколько испанских канонерских лодок поравнялись с ней, она была вынуждена сдаться.

## Последствия
Вскоре после окончания сражения испанская эскадра вошла в залив Альхесираса, взяв на буксир четыре приза со 120 пленными, среди которых был командующий британских канонерских лодок Гибралтара. Ни одна из последующих британских контрмер, предпринятых против испанских канонерских лодок, включая обстрел картечью на расстоянии, не возымели никакого эффекта. Испанские канонерские лодки доказали свою ценность и в последующие годы, когда они защищали два крупных торговых каравана. За успешное выполнение операции Морелль де ла Руа был повышен до звания капитана фрегата.